# Národní park Cutervo
Národní park Cutervo leží v peruánském regionu Cajamarca. Je nejstarším národním parkem v zemi – byl založen 20. září 1961 podle návrhu biologa Salomóna Vílcheze Murgy.
Park se nachází v pohoří Cordillera de los Tarros a zaujímá plochu 82,14 km². Ochranná zóna okolo parku má rozlohu 194 km². Nadmořská výška chráněného území je od 1500 do 3500 metrů. Průměrná roční teplota se v závislosti na nadmořské výšce pohybuje od 7 do 23 stupňů Celsia, srážky dosahují 800 až 2000 milimetrů ročně. Turistickými atrakcemi jsou vodopád Calabocilo, vyhlídka z Cerro Chamusco a Gruta del Murciélago (Netopýří jeskyně). Nachází se zde také archeologická lokalita El Perolito.
Předmětem ochrany jsou mlžné horské lesy ekoregionu yunga, v nejvyšších polohách převládá stepní krajina páramo. Typickým stromem je voskoň andská. Na území parku roste také morušovník Morus insignis, nohoplod Podocarpus oleifolius, dřín Cornus peruviana a růžovitá rostlina Polylepis multijuga. Bylo zde nalezeno 88 druhů orchidejí.
Na území národního parku Cutervo se vyskytuje medvěd brýlatý, tapír horský, jelenec běloocasý, mravenečník velký, ocelot velký, kočka pampová, vydra jihoamerická a paka horská. Zástupci avifauny jsou peruánský národní pták skalňák andský, gvačaro jeskynní, kvesal zlatohlavý a kolibřík velký. V jeskyních žijí střevlíci z rodu Andinorites, podzemní vody obývá endemická ryba šplhavka Roseova. 